# Cậu bé mất tích (mùa 4)
Mùa thứ tư của loạt phim chính kịch truyền hình kinh dị khoa học viễn tưởng Mỹ Cậu bé mất tích, có tựa đề Stranger Things 4, được phát hành độc quyền trên toàn thế giới thông qua dịch vụ phát trực tuyến của Netflix với hai phần; phần đầu tiên được phát hành vào ngày 27 tháng 5 năm 2022, và phần thứ hai được phát hành năm tuần sau đó vào ngày 1 tháng 7 năm 2022. Mùa thứ tư có chín tập và tiếp tục được sản xuất bởi những người sáng tạo của chương trình, Duffer Brothers, cùng với Shawn Levy, Dan Cohen và Iain Paterson.
Dàn diễn viên chính của chương trình sẽ tiếp tục bao gồm Winona Ryder, David Harbour, Finn Wolfhard, Millie Bobby Brown, Gaten Matarazzo, Caleb McLaughlin, Noah Schnapp, Sadie Sink, Natalia Dyer, Charlie Heaton, Joe Keery, Maya Hawke và Priah Ferguson, với Brett Gelman lên hạng xuất hiện thường xuyên và Matthew Modine và Paul Reiser trở lại vai xuất hiện thường xuyên của loạt phim. Stranger Things 4 chủ yếu nhận được đánh giá tích cực từ các nhà phê bình, đặc biệt khen ngợi về màn trình diễn, hình ảnh, phân cảnh hành động và chủ đề đen tối hơn và người lớn hơn so với các phần trước, trong khi những người khác cho rằng nó "bị nhét quá đầy" do thời lượng tập phim dài hơn.

## Các tập phim
| Tập 1 |   |                                                |                     |                      |                     |
| 26 | 1 | "Chapter One: The Hellfire Club"               | The Duffer Brothers | The Duffer Brothers  | 27 tháng 5 năm 2022 |
| Trong khi hồi tưởng về năm 1979, Tiến sĩ Brenner được chiếu là đang thử nghiệm trên một số đứa trẻ khác có khả năng siêu nhiên cho đến khi một sự cố bí ẩn giết chết tất cả những đứa trẻ ngoại trừ Eleven; Eleven bị Brenner đổ lỗi cho vụ việc này. Năm 1986—sáu tháng sau các sự kiện tại Siêu thị Starcourt—Joyce, Will, Jonathan và Eleven chuyển đến California, nơi Eleven phải vật lộn với việc mất đi sức mạnh của mình và thường xuyên bị bắt nạt bởi các học sinh khác. Joyce nhận được một con búp bê sứ trong thư, có vẻ như từ Nga, và tìm thấy một bức thư ẩn nói rằng Hopper còn sống. Ở Hawkins, Mike và Dustin đã tham gia "Hellfire Club" (Câu lạc bộ Lửa Địa ngục) của trường trung học của họ, một xã hội theo chủ đề Dungeons & Dragons do "thằng lập dị" Eddie Munson lãnh đạo. Kết quả là, họ lỡ mất lúc Lucas chiến thắng trong ván đấu vô địch của đội bóng rổ. Max, người đã chia tay Lucas, gặp khó khăn vì đau buồn về cái chết của Billy. Chrissy Cunningham, một học sinh trong đội cổ vũ, bị ám ảnh bởi những cảnh mộng về gia đình cô và tiếng tích tắc của đồng hồ con lắc. Trong khi mua ma túy từ Eddie, Chrissy bị ám và giết chết bởi một sinh vật hình người có tri giác từ cảnh mộng của cô. |   |                                                |                     |                      |                     |
| 27 | 2 | "Chapter Two: Vecna's Curse"                   | The Duffer Brothers | The Duffer Brothers  | 27 tháng 5 năm 2022 |
| Hopper is revealed to have survived the explosion underneath Starcourt Mall, where he was captured by Russian soldiers and sent to a prison camp in Kamchatka. Joyce and Murray call the phone number posted on the note she was sent and speak to a Russian man calling himself "Enzo," whom they deduce is Hopper's prison guard that he likely bribed. Enzo has them deliver a $40,000 ransom to his contact in Alaska. Mike flies to California to visit Eleven, where he and Will witness her being bullied by her classmate Angela; Eleven retaliates by striking Angela in the face with a roller skate, causing a concussion and severe bleeding. Mike asks Eleven "what have you done?", causing her to have flashbacks to the incident in 1979 shown in the first episode. Max tells Dustin she saw Eddie run away the night Chrissy died. Along with Robin and Steve, they locate the traumatized Eddie and explain to him the existence of the Upside Down. Eddie and Dustin identify the entity that killed Chrissy as Vecna. Nancy and her fellow student reporter Fred investigate Chrissy's death; Eddie's uncle tells Nancy he believes the killer is Victor Creel, a Hawkins resident who was institutionalized after allegedly murdering his family decades prior. Fred is lured into the woods by visions of a girl he accidentally killed before Vecna murders him. |   |                                                |                     |                      |                     |
| 28 | 3 | "Chapter Three: The Monster and the Superhero" | Shawn Levy          | Caitlin Schneiderhan | 27 tháng 5 năm 2022 |
| Sam Owens is visited by the U.S. Army, who show him photos of Chrissy's death and believe Eleven to be responsible. The police arrest Eleven for assaulting Angela but she is taken by Owens, who explains that Hawkins is in grave danger and reveals that he has been working on a program that may be able to bring back Eleven's powers. Eleven agrees to participate. Joyce and Murray fly to Alaska. Hopper bribes a fellow inmate to break his shackles using a sledgehammer. Nancy and Robin go to the library to look up information about Victor Creel, where they discover that Creel blamed his family's murders on a demon, which they believe to be Vecna. Jason, the basketball team captain and Chrissy's boyfriend, leads the team on a hunt for Eddie, believing him to have killed Chrissy; Lucas abandons them. Max recalls that Chrissy had visited the school counselor before being killed by Vecna. She steals Chrissy and Fred's files from the counselor's office and learns they suffered from PTSD symptoms similar to hers. Max then hears Vecna call her name and has a vision of a grandfather clock. |   |                                                |                     |                      |                     |
| 29 | 4 | "Chapter Four: Dear Billy"                     | Shawn Levy          | Paul Dichter         | 27 tháng 5 năm 2022 |
| Joyce and Murray deliver the ransom payment to Enzo's contact Yuri, but he drugs them, planning to turn them over to the Russians for a larger profit. Hopper escapes the prison camp but is soon recaptured. Jonathan, Mike, and Will prepare to sneak away from two of Owens' agents left to watch them, but armed soldiers attack their house. They escape with the help of Jonathan's friend Argyle, bringing an injured agent with them. Nancy and Robin con their way into obtaining an interview with Victor Creel at the Pennhurst psychiatric institution. Creel recounts his family being tormented and killed by supernatural forces while he was arrested for their deaths. Fearing Vecna is about to kill her, Max writes letters to her friends and family and asks to be taken to the cemetery to read her letter to Billy by his gravestone. She is soon possessed by Vecna and finds herself at his altar in the Upside Down. Steve, Dustin, and Lucas learn from Nancy and Robin that playing music can break Vecna's spell and play Max's favorite song on a cassette tape. This opens a portal through which Max escapes Vecna's control, successfully avoiding death. |   |                                                |                     |                      |                     |
| 30 | 5 | "Chapter Five: The Nina Project"               | Nimród Antal        | Kate Trefry          | 27 tháng 5 năm 2022 |
| Owens takes Eleven to an abandoned ICBM silo in Nevada, where he and Dr. Brenner have developed a specialized isolation tank (dubbed "NINA") that allows Eleven to access memories of her time with other children at Hawkins Lab. Eleven attempts to escape and briefly regains her powers in the process, convincing her to continue with the experiment. In California, Owens' dying agent gives the boys a phone number for the NINA project that connects to a modem; Mike decides to enlist the aid of Dustin's girlfriend Suzie in Salt Lake City. Hopper is imprisoned alongside Antonov ("Enzo"). While being flown to Russia, Joyce and Murray subdue Yuri and crash-land in the wilderness. Max, Lucas, Steve, and Dustin regroup with Nancy and Robin and decide to investigate the Creel house; inside, they encounter flickering lights which they trace to Vecna's movements in the Upside Down. Jason and his fellow players locate Eddie trying to escape in a boat while Jason and his teammate Patrick swim after him. Vecna kills Patrick in front of Jason and Eddie, causing the lights in the Creel house to burst. |   |                                                |                     |                      |                     |
| 31 | 6 | "Chapter Six: The Dive"                        | Nimród Antal        | Curtis Gwinn         | 27 tháng 5 năm 2022 |
| Eleven relives memories of befriending a lab orderly named Peter, who warns her not to trust Brenner. She also recalls her ostracism by other test subjects, leading her to believe she was responsible for the lab massacre. Suzie helps Mike's group locate the NINA project's coordinates and joins them in their quest to find it. Hopper and the other inmates are given a large feast, which Hopper warns is to prepare them to be fed to the Demogorgon. He later manages to pickpocket a lighter, recalling that the Demogorgon's weakness is fire. Joyce and Murray force Yuri to take them to a nearby town where he stores his goods, and decide to have Murray pose as Yuri to infiltrate the prison. At a town hall meeting, Jason galvanizes Hawkins' residents against Eddie's supposed Satanic cult. Steve's group finds Eddie; Dustin notices his compass misbehaving and realizes there is a new gate to the Upside Down nearby. They trace the gate to Lover's Lake, where Steve dives down to inspect it before being yanked into the Upside Down by a tendril and swarmed by bat-like creatures. Nancy, Robin and Eddie dive down after him. |   |                                                |                     |                      |                     |
| 32 | 7 | "Chapter Seven: The Massacre at Hawkins Lab"   | The Duffer Brothers | The Duffer Brothers  | 27 tháng 5 năm 2022 |
| Joyce, Murray and Yuri enter Kamchatka and witness Hopper and his fellow prisoners fight the Demogorgon. Hopper holds the creature back with a flaming spear while Murray and Joyce subdue the guards and open the prison doors, allowing Hopper and Antonov to escape. Joyce and Hopper reunite. Dustin, Lucas, and Erica theorize that Vecna has spawned a gate at the site of each murder, which they communicate to Steve's group in the Upside Down. Both parties reunite at the gate inside Eddie's trailer where Chrissy died. Robin and Eddie safely exit while Nancy is possessed by Vecna; she discovers that he is Victor Creel's son Henry, who killed his mother and sister with his psychic powers before falling into a coma and being placed in Brenner's care. Henry went on to become subject 001 in Brenner's experiments, and later the orderly Peter that Eleven befriended. Eleven finally remembers that Henry committed the lab massacre and tried to kill her when she refused to help him eradicate humanity; Eleven overpowered Henry and sent him to the Upside Down, where he became Vecna. |   |                                                |                     |                      |                     |
| Tập 2 |   |                                                |                     |                      |                     |
| 33 | 8 | "Chapter Eight: Papa"                          | The Duffer Brothers | The Duffer Brothers  | 1 tháng 7 năm 2022  |
| 34 | 9 | "Chapter Nine: The Piggyback"                  | The Duffer Brothers | The Duffer Brothers  | 1 tháng 7 năm 2022  |